# 野球日本代表
野球日本代表（やきゅうにっぽんだいひょう、やきゅうにほんだいひょう）は、日本の野球代表チーム。日本では「侍ジャパン」（さむらいジャパン）の愛称がある。2025年3月現在、トップチームの3大大会であるワールド・ベースボール・クラシック（WBC）・プレミア12・オリンピックの全てで優勝経験がある唯一のチームであり、WBSC世界ランキングでも1位を維持している。

## チーム名称
本チームの名称は「野球日本代表」だが、2000年のシドニー五輪までは「全日本」と名乗っていた。それ以降はオフィシャルサイト等の公式な発表では、過去に遡って全て「野球日本代表」との表記で統一されている。名称の変更理由、変更事実は説明されていない。近年の「野球日本代表」と過去の「全日本」は同一のものである。
第2回ワールド・ベースボール・クラシック(WBC)での日本代表の愛称は「SAMURAI JAPAN（サムライ・ジャパン）」であった。しかし2008年3月にホッケー日本代表が発表し商標登録していた愛称の「さむらいJAPAN」に酷似しており、日本ホッケー協会の永井東一広報委員長は「WBC日本代表より前に“さむらい”を名乗っていた。元祖は私たちなのでパクったのではない」「露出の差を考えれば、こちらがマネしたと思われる」と主張し、日本野球機構（NPB）など関係団体に抗議文を提出した。これに対しNPB側は「商標類似」などルール上の問題はないとし、「SAMURAI JAPAN（サムライ・ジャパン）」の取り下げをしなかったことで、日本ホッケー協会理事からは「オレたちの方が早かったのだから金を取れ」という意見も出た。これについて、当時NPBの加藤良三コミッショナーは「双方の代表が親しまれ、さらに活躍できるように協力、応援をお願いしたい」と配慮するコメントを残したが、WBCで日本代表の活躍を見た永井は「“侍ジャパン”の名前がこうして表に出ていることに関しては、複雑な思いもありますね」とも語った。
2012年の代表常設化後はチームの呼称として、「侍ジャパン」が正式に使われることとなった。「侍ジャパン」という愛称は、トップチームを含む全世代の事を指しているので、社会人代表や大学代表が出場する場合も「侍ジャパン」と称している。そのため、「トップチーム＝侍ジャパン」ではない。
また2024年より、野球日本代表と同様に全日本野球協会が設立にかかわるベースボール5の日本代表が、「侍ジャパンBaseball5代表」として活動している。

## 歴史

### 背景
日本の野球界は、プロ野球やアマチュア野球（社会人野球・学生野球等）がそれぞれ複雑に絡み合って発展してきた。またそれぞれの団体が独立して運営されてきており、柳川事件でのプロとアマの対立に代表されるように時に団体毎での対立が問題となってきた歴史がある。
国際試合においてはWBSCが主に統括しているが、かつては金属バットの使用を認めており、またプロそのものの参加が認められていなかったため、野球日本代表はアマチュア選手（学生野球・社会人野球）のナショナルチームであり、代表選手選出においてもアマチュア協会側が主導で決定してきた。ところが、国際オリンピック委員会（IOC）によるオリンピックへのプロ派遣要望等を受けて1998年に国際大会へのプロ参加容認等が転機となり、野球日本代表の在り方を巡ってはそれぞれの団体の思惑等も絡み、大会毎に対応が異なってきた歴史がある。
現在においても各協会の代表事業の統括組織として、「野球日本代表マネジメント委員会（JMBC）」があるもののサッカーにおける日本サッカー協会のような日本野球界全体を統括する組織ではない。WBSC主催のWBSCプレミア12については全日本野球協会が、MLB機構主催であるワールド・ベースボール・クラシック（WBC）の選手派遣については日本野球機構（NPB）が主導的に対応している等、対応が異なっているのが現状である。

### 創成期
1954年、アジア野球選手権開催にあたり、アマチュア球界で代表チーム編成のため日本学生野球協会と日本社会人野球協会（現日本野球連盟＝JABA）が共同で、「日本アマチュア野球協会」を結成する。ここから代表チームが編成された。これが野球日本代表の最初と言える。「日本アマチュア野球協会」からアジア野球選手権に6回代表チームを送りこむ（社会人3回、学生2回、混合1回）。しかし「日本アマチュア野球協会」を、日本バレーボール協会や日本サッカー協会のようなアマチュア野球の統括組織にしようとする動きに日本学生野球協会が反発、1966年に学生協会が脱退しアマチュア協会は空中分解し解散した。
学生側と社会人側の対立で日本アマチュア野球協会は解散したが、国際試合に代表を送りこむための組織は必要だった。そのため、よりゆるやかなアマチュア球界組織として両協会の付属機関として1967年に「日本アマチュア野球国際委員会」を設立する。この委員会のもと1972年世界選手権で初出場、1973年インターコンチネンタルカップに出場し優勝、1980年世界選手権日本開催、1987年アジア野球選手権日本開催、公開競技として1984年ロサンゼルスオリンピック、1988年ソウルオリンピックの両五輪に代表チームを送りこみ、それぞれ金メダル・銀メダルを獲得した。

### オリンピック正式競技へ
1992年バルセロナオリンピックから正式競技となることに伴い、野球代表組織が改めて問題となった。「日本アマチュア野球国際委員会」は存在したものの、野球の代表組織として日本体育協会（体協）、国際野球連盟（IBAF）に加盟していたのは日本社会人野球協会であったため。1992年バルセロナオリンピックから野球が正式競技になることにより、IBAFにアマチュア球界で統合して加盟する必要が出てきた。このため、「日本アマチュア野球国際委員会」を発展的解消し、日本学生野球協会と日本野球連盟（旧日本社会人野球協会）の上部組織でない「屋上屋」の組織として1990年「全日本アマチュア野球連盟」（BFJ）を結成し、この組織がIBAF、BFA、日本オリンピック委員会（JOC）に加盟する。以後、野球日本代表チームはこのBFJが編成することになる。
厳密に日本代表ではないが、阪神・淡路大震災のあった1995年に日本人選抜が外国人選手と対戦する『阪神大震災復興支援チャリティードリームゲーム』が開催されている。

### プロ選手参加へ
IBAFは、1998年から国際大会へのプロの参加を認めた。1998年のバンコクアジア競技大会野球競技にはオールアマで挑み、当時ドジャース所属の朴賛浩らを擁するオールプロの韓国代表を前に準優勝に終わる。
BFJは、プロが参加しない限り2000年のシドニーオリンピックは出場できないという考えで固まり、1999年のシドニー五輪予選にはBFJがプロ野球側に要請する形でプロ野球選手の初の国際大会出場が実現する（この時プロ側にも五輪参加の方針でセントラル・リーグ、パシフィック・リーグ、各球団で温度差があった。）。古田敦也、松坂大輔等を含むプロアマ混成チームはアジア予選を突破するも、オールプロの韓国と対戦し再び敗れた。2000年シドニー五輪本選もプロアマ混成チームで臨み、その結果メダルをかけた3位決定戦でまたしてもオールプロの韓国の前に敗れ、日本はロサンゼルス五輪以来初めてメダルを逃がすこととなった。
もはや中途半端な編成で挑む限りメダル獲得不能と判断した日本は、2004年のアテネオリンピックはオールプロで臨むことを決定。代表の編成権もBFJから全日本野球会議に移行することになり、2001年に台湾での第34回IBAFワールドカップから、全日本野球会議が日本代表チームを送り出すこととなった。しかし、プロの力を以てしても世界の舞台で勝つのは容易ではなく、ワールドカップに続き2002年の第15回IBAFインターコンチネンタルカップでも成績は振るわず、アマ出身として監督を務めた後藤寿彦が更迭されるなど日本代表は長く不振が続いた。
2003年のアテネ五輪アジア予選は、メジャーリーガーを除くオールプロの日本代表チームが結成されることになったが、プロ野球のシーズン終了直後であったことから国内トップクラスの選手を揃えることに成功した。監督もアマ出身者から選ぶ方針を転換し、プロ監督経験者であり国民的人気も高く日本シリーズ優勝経験もある長嶋茂雄が監督を務め、優勝で予選を通過した。翌2004年のアテネ五輪本選は、プロ野球がシーズン中であるため12球団から2名ずつが選抜されることとなった。だが、長嶋監督が急病で倒れ、選出当時プロの監督経験がなかった中畑清代表コーチが指揮を代行するなど予選と違い万全の体制には程遠かった。予選リーグこそオリンピックで初めて1位通過を果たしたものの、準決勝ではオーストラリアの前に敗退した。しかし、3位決定戦ではカナダを圧倒して銅メダルを獲得、辛うじてオールプロの面目を保った。アテネ五輪はオールスター級のプロ選手を揃えてもなお、世界の壁は容易に破れないことを改めて実感させる結果となった。
最後のオリンピックとなった2008年の北京オリンピックでは、選出当時は日本シリーズ優勝の経験こそないが、中日・阪神でセントラル・リーグ優勝経験を持つプロ出身の星野仙一が監督に就任、2007年のシーズンオフに行われたアジア予選を突破した。だが、アジア予選主力メンバーを引き続き招集して挑んだ北京五輪本戦は12球団選抜との壮行試合で大敗するなど当初から士気や選手のコンディションの低さが指摘されていた中、3位決定戦でもアメリカに敗れ、シドニー五輪以来のメダルゼロに終わった。
過去の五輪代表チームのような編成上の問題以上に不調や故障中の選手、かつて星野が監督を務めた阪神・中日の選手を重用し、結果としていずれも使い潰してしまうなど偏った起用法による弊害が見られたことが大きな特徴であった。北京五輪を経験したプロ選手には日本代表に対する不信感を生じさせる結果となるなど、大会後も悪影響を及ぼしている（詳細は2008年北京オリンピックの野球競技・日本代表の項を参照）。

### ワールド・ベースボール・クラシック
ワールド・ベースボール・クラシック（WBC）は、メジャーリーグベースボール（MLB）機構およびMLB選手会が主催し、日本側は、「野球日本代表マーケティング委員会（JBMC）」のトップチームを派遣する。
2005年5月にMLB機構が野球の国際大会としてWBCの開催を発表する。IBAFのプロ解禁後も、MLB機構は国際大会への参加を認めておらず、オリンピック、IBAFワールドカップに代わる真の意味での世界一を決する大会にしようとの考えであった。IBAFのアンチドーピング規定をMLBが飲むという条件で、WBCはIBAF主催ではないが公認の世界大会と位置付けられた。そして16の国・地域招待という形で2006年3月に開催されることになった。
日本は当初、MLBの独善的な運営、3月という開催時期への疑問から参加に難色を示したが、最終的には参加を決定。当時福岡ソフトバンクホークス監督の王貞治が監督に就任、代表チームにはMLBからイチローと大塚晶則の2名が参加し、初めてMLB選手も含めた日本代表が結成された（詳細は2006 ワールド・ベースボール・クラシック日本代表を参照）。2006年3月に開催された第1回大会では決勝でキューバを破り、初代優勝国となった。
2009年3月に開催された第2回大会では、読売ジャイアンツの監督を務める原辰徳が監督に就任した。前回大会と同じくMLB所属選手を含めた日本代表が結成し、決勝でも韓国を破り優勝した。連覇を達成した一方で、代表監督がNPBの球団監督との兼任であったため負担が大きいこと、第1回大会と同様に代表候補選手の辞退者が相次ぐなど従来より抱えていた編成上の課題を解決することはできず、WBC日本選抜の在り方に一石を投じる大会ともなった。

### ナショナルチーム常設化とプロアマ連携強化
第2回WBCでの監督選考の難航から、早い段階での監督選考・決定を行うべきとの意見が相次ぎ、2010年7月にも監督決定を行うとの構想が報じられた。だが、2011年5月の段階で「人選は依然として難題のままだ」との江尻良文による指摘、2012年5月の段階での「決め方や決定権がどこにあるのかが不明確な状況である」との論評が示すとおり、その後の動きは鈍かった。NPBでは2013年の第3回WBCに向けた日本代表の強化と収入増による財政の安定化を目的として、2010年には代表の常設化やNPBによる国際大会の開催計画があることを発表、U-26日本代表の併設などを検討した。
2011年10月7日に開催したNPBオーナー会議で、日本代表チームを常設化し、「侍ジャパン」と呼称することを決定した。
2012年3月10日に独自の国際試合として東日本大震災復興支援ベースボールマッチが初めて実施された。試合を観戦したIBAF会長のリカルド・フラッカリは「（五輪復帰に向け）国際的に有効なメッセージになる」と、代表の常設化について歓迎するコメントを述べた。NPB4球団で構成され、野球日本代表の事業・ビジネスについて話し合う、侍ジャパンプロジェクト委員会が常設化と同時期に発足し、2012年秋と2013年春に2試合ずつ相手未定ながらも国際試合を行うことを発表。侍ジャパンプロジェクト委員会は「（事業展開は）粛々と進めたい」「侍ジャパンという大きなプロジェクトの価値を高めていく」と話し、侍ジャパンが事業であることを仄めかしている。
代表常設化の一方で第3回WBCについては日本代表のスポンサー権とグッズ販売権をめぐる不参加問題があり、NPBが参加を表明する一方でNPB選手会が大会不参加を決定する事態が2012年9月まで続いた。なお、日本代表独自のスポンサー権については日本に帰属することが大会主催者側から認められている。2012年9月3日、NPB12球団は侍ジャパンを利用したビジネス展開を目指す事業部局をNPB内に設置することを決定。4年単位でスポンサーを募り、グッズ販売、春秋の2度国際試合を開催し、そのテレビ放映権などで、WBCへの参加条件の見直しは無いが4年総額40億円を超える収益が見込まれていることをNPB選手会側へ伝えた。選手会は翌4日に「NPBがしっかりとビジネスを構築することを確約してくれた」としてWBCへの参加を表明した。
2012年10月10日、監督として有力と見られた秋山幸二の固辞により、山本浩二が就任することが正式に決まった。親善試合である11月の侍ジャパンマッチ2012「日本代表 VS キューバ代表」では12球団の監督によるアンケートに基づき代表選手の選考が行われる。2012年11月9日、前回WBCでスポンサーとなっていた、日本マクドナルドとアサヒビールが選手会問題により予算確保ができなかったとしてスポンサーを見送ることとなった（アサヒビールについては後日1年契約でのスポンサー契約を締結している）。
2013年の第3回WBCでは、準決勝でプエルトリコ代表に敗れ、大会3連覇を逃した。

### 「侍ジャパン」新体制発足後
これまで、多くの国際大会に派遣されるアマ主導の代表とWBCに派遣されるプロ主導の代表が混在する形となっており、それぞれ異なるデザインのユニフォームを着用していたが2013年5月16日、日本野球機構（NPB）と全日本野球協会（BFJ）は記者会見を開き、「野球日本代表マーケティング委員会（JMBC）」の設立を発表した。ユニフォームはプロ主導の代表で着用されてきた「侍ジャパン」仕様に統一され、プロアマ連携により今後の競技力の向上と市場の拡大を図る。2013年7月に行われる日米大学選手権より始動する。
2013年10月9日、代表監督として小久保裕紀が就任し、11月に台湾で行われた「2013 BASEBALL CHALLENGE 日本 VS チャイニーズ・タイペイ」でトップチームが初の試合を行う。10月24日には、女子代表の監督に大倉孝一が就任することが発表された。
2014年2月10日に第1回侍ジャパンサミットが開催、「野球日本代表マネジメント委員会（JBMC）においてのプロ側の窓口」と「トップチーム監督のサポート」を目的とした役職としてテクニカルディレクターが新設され、鹿取義隆が15U代表監督と兼任して就任することが発表。同じく明治大監督の善波達也が大学代表監督に、小島啓民がアマチュア代表監督に就任することが発表される。4月14日には徳島県立鳴門渦潮高校監督の高橋広が18U代表監督に就任。6月24日には仁志敏久が12U代表監督に就任し、インターネット上で12U代表選手選考にエントリーする企画を発表。6月30日には平田勝男が21U代表監督に就任する。7月には大学代表が第27回ハーレムベースボールウィークに出場。7月17日にはオリックス・バファローズの金子千尋と糸井嘉男、読売ジャイアンツの坂本勇人、東北楽天ゴールデンイーグルスの嶋基宏、北海道日本ハムファイターズの中田翔、広島東洋カープの前田健太の6人が2014トップチームの代表選手として選出されたことを発表。8月20日には強化試合としてMLB選抜との「2014 日米野球」を11月に開催することを公式発表。8月には15U代表が第2回15U野球ワールドカップに出場し、同じく8月に12U代表が第8回BFA 12Uアジア選手権に出場。9月には女子代表が第6回IBAF女子ワールドカップに出場し、同じく9月に18U代表が第10回18Uアジア野球選手権大会に出場。
2015年1月19日には強化試合として「GLOBAL BASEBALL MATCH 2015 侍ジャパン 対 欧州代表」の開催が発表。11月には新設されたWBSCプレミア12第1回大会に出場。準決勝で韓国を相手に逆転負けを喫し、3位という結果に終わった。
2017年の第4回WBCでは8年ぶりの優勝を目指したものの、準決勝でアメリカ合衆国に敗れ、2大会連続でベスト4となった。
7月31日、退任する小久保監督に代わり、稲葉篤紀がトップチームの監督に就任した。2020年の東京オリンピックでの金メダルを目標に定める。また監督をサポートする強化本部を新設し、本部長に山中正竹が就任したことも併せて発表された。
2018年11月には、強化試合として「2018日米野球」を開催した。
2019年に開催された第2回プレミア12では決勝で韓国を破り、WBSCプレミア12初優勝を果たした。
2020年は、COVID-19の影響で全くイベントは無かった。
2021年は、東京オリンピック開幕まで100日となる4月14日に記者会見を行い、セカンドビジターユニフォームとして紅色を基調とするユニフォームを採用したこと（後述）、オリンピック前に強化試合を開催することを発表した。東京オリンピックでは5連勝でプロ選手参加後としては初の金メダルを獲得した。9月30日に任期満了に伴い稲葉がトップチーム監督を退任。
2021年12月2日、新監督として栗山英樹の就任が発表された。2023年3月に開催が見込まれる第5回WBCの優勝を目標とし、契約期間は同大会の開催予定時期までの約1年半としている。1月13日に新ユニフォームを発表した（後述）。2023年3月に開催された第5回WBCでは、侍ジャパンは一次ラウンド、決勝ラウンドの全試合で勝利、日米決戦となった決勝で勝利し、優勝した。5月31日、任期満了に伴い栗山がトップチーム監督を退任した。
2023年10月4日、同年にU-12監督を務めていた井端弘和が、トップチームおよびU-15の監督に就任した。任期は2024年の第3回WBSCプレミア12までを前提としつつ、大会ごとに契約更新を行う形を想定しているとした。
2024年3月12日に代表選出・派遣に併せてベースボール5日本代表を侍ジャパンに加えると発表。2020年に創設された「ベースボール5ジャパン」(Baseball5 JAPAN)は、全日本野球協会(BFJ)と日本ソフトボール協会(JSA)の合同事業で、今後は「侍ジャパンBaseball5日本代表」として活動する。

## ユニフォームの変遷

### 創成期
- 1931年
白地に濃紺の花文字で「NIPPON」ロゴ。1931年の日米野球で使用。メーカーは松屋[45][46]。
- 1934年
紺の襟付き、左胸に黒の「AN」ロゴ。1934年の日米野球（英語版）で使用[注釈 7]。メーカーは高島屋[48][49]。
- 1940年 - 1942年
黒の「NIPPON」ロゴ、左袖に日章旗と番号。背番号は無し。東亜競技大会で使用。メーカーはイシイカジヤマ[50][49]。
- 1949年
赤のラケットラインと袖口・袖の付け根にも同色のラインが入り、左胸に赤の「ALL JAPAN」ロゴ。フロント部分にはジッパーが搭載。1949年の日米野球で使用。メーカー不明[51][49]。
- 1951年 - 1956年
青のラケットライン、左胸に「J」の文字と日米の国旗を組み合わせたマークのワッペン。1951年、1953年、1956年の日米野球で使用。メーカーは玉澤[52][53]。

### オリンピック競技化後
- 1984年 - 2000年
ロサンゼルスオリンピック、ソウルオリンピック、バルセロナオリンピック、アトランタオリンピック、シドニーオリンピックで使用。ホーム用は白地に黒のピンストライプ。左胸に日章旗と黒の「JAPAN」ロゴ、右胸と背中にはそれぞれ赤色、黒色の番号。ロゴや番号は金の縁どり。ビジター用は紺地で、袖口に赤白のライン（バルセロナオリンピックのみ首元にも同様のライン）。左胸に赤縁の日章旗と白の「JAPAN」ロゴ、右胸と背中に白色の番号。シドニー五輪のみロゴが赤色で白縁の「Japan」に。メーカーはこの後2017年までミズノ[54][55]。
- 2003年 - 2008年
アテネオリンピック、北京オリンピックの予選・本大会で使用。二重のピンストライプに、左胸には日章旗と赤色の「Japan」を組み合わせた金縁の新しいロゴマーク、右胸と背中の黒の番号にも同様に縁取り。デザインは同一でホームは白地、ビジターはグレー地になっている[56][57]。
- 2006年
2006年のWBCで使用。ホームは白地に紺のラグラン袖がつき、胸に赤色で金縁の筆記体で「Japan」のロゴ、左胸と背中に黒色の金縁で番号。ビジターは紺地で袖下から脇にかけて赤の差し色が入り、ロゴと番号はデザインは同じものの色が赤に[58][59]。
- 2009年 - 2012年
2009年のWBCなどで使用。デザインは前回のWBCと大きくは変わらないものの、昇華プリントを採用。また、ホームの紺とビジターの赤の差し色が、脇腹から肩口までに変更された[60][61]。
- 2012年 - 2013年
侍ジャパンマッチ2012「日本代表 VS キューバ代表」、2013年のWBCで使用。前回のWBCから差し色と左胸の番号を無くし、ホームはロゴが紺色に変更。ビジターはロゴがセリフ体の「JAPAN」になった[62][63][64]。

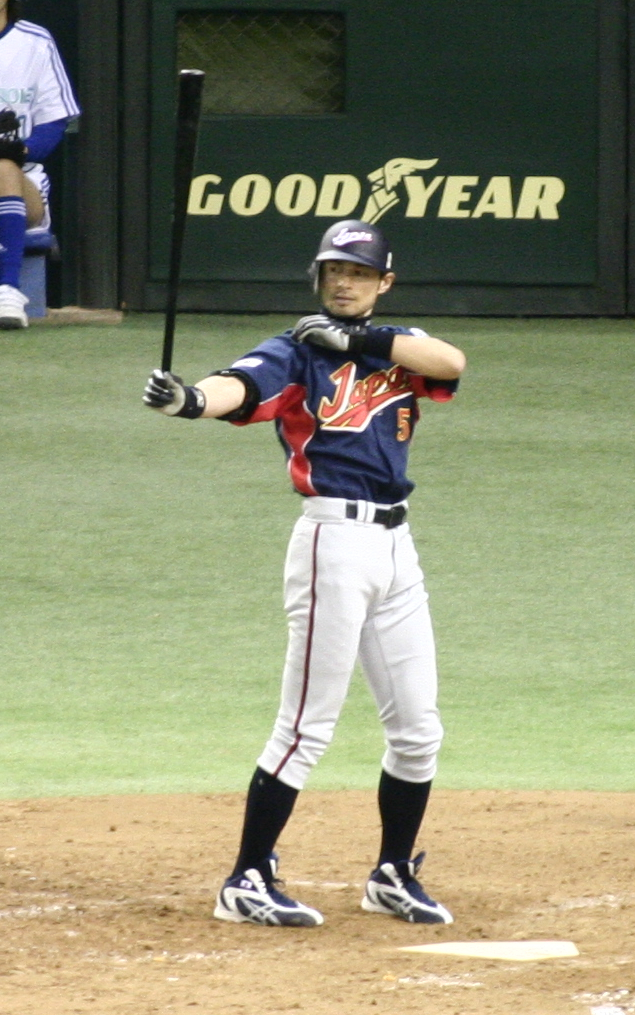
2006年WBCでのビジターユニフォーム イチロー、2006年
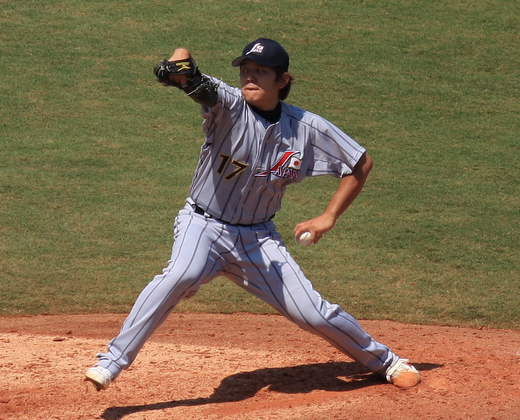
北京オリンピックでのビジターユニフォーム 成瀬善久、2008年
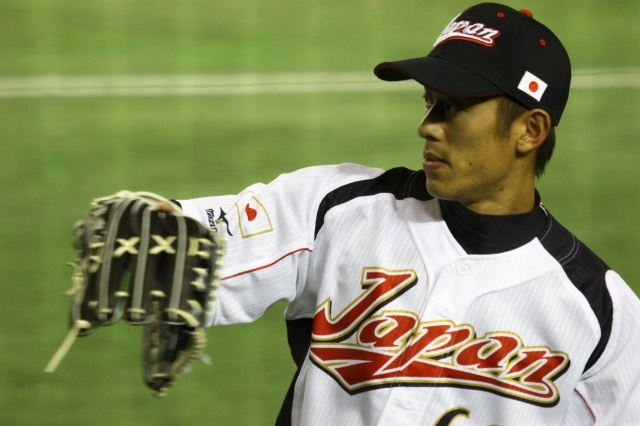
東日本大震災復興支援ベースボールマッチでのホームユニフォーム 岡田幸文、2012年
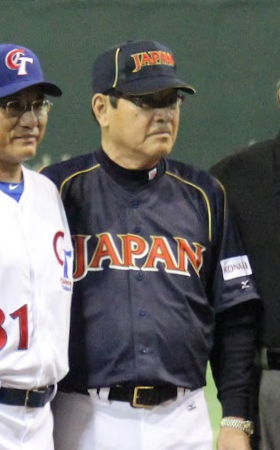
2013年WBCでのビジターユニフォーム 山本浩二、2013年

### 侍ジャパンユニフォーム統一後
- 2013年 - 2017年
小久保裕紀のトップチーム監督在任中に使用。デザインが一新され、ホームは白地に黒のドット柄ピンストライプ、ビジターは紺地に白のドット柄ピンストライプ。胸のロゴは花文字書体の「JAPAN」、背番号・選手ネームと共に黒で金色で縁取り。2017年のWBCのみ首回りと袖口に金色のラインが入った[65][63][66]。
- 2017年 - 2021年
稲葉篤紀のトップチーム監督在任中に使用。ピンストライプが輪つなぎのデザインに変更され、ホームは紺色、ビジターは赤色のラケットラインと袖口のラインが入った。またビジターに関しては、ロゴと文字色が白に。メーカーはアシックスに変更[67][63]。
- 2021年
東京オリンピックで使用。五輪での規定に合わせて背番号の大きさが縮小。また、これまでのホーム・ビジターに加えてセカンドビジター用として紅色を基調としたユニフォームを追加[34]。
- 2022年 - 2024年
栗山英樹のトップチーム監督就任時より使用。ホームはピンストライプが紺色と紅色のダイヤ型二重らせん構造に変更。ビジターは2006年、2009年のWBCのビジターデザインに近くなり、紺地に袖下から脇腹にかけて赤の差し色が入り、ロゴはこれまでと同様に花文字書体。また、13年ぶりにホーム・ビジターとも左胸に番号が復活。メーカーは再びミズノ[40][68]。2023年のWBCのみ首回りと袖口に金色のラインが入った[69]。
- 2024年 -
第3回WBSCプレミア12より使用。ホームはピンストライプが2本一組に変更、ビジターは赤の差し色がグラデーションで斜めに入った[70][71]。

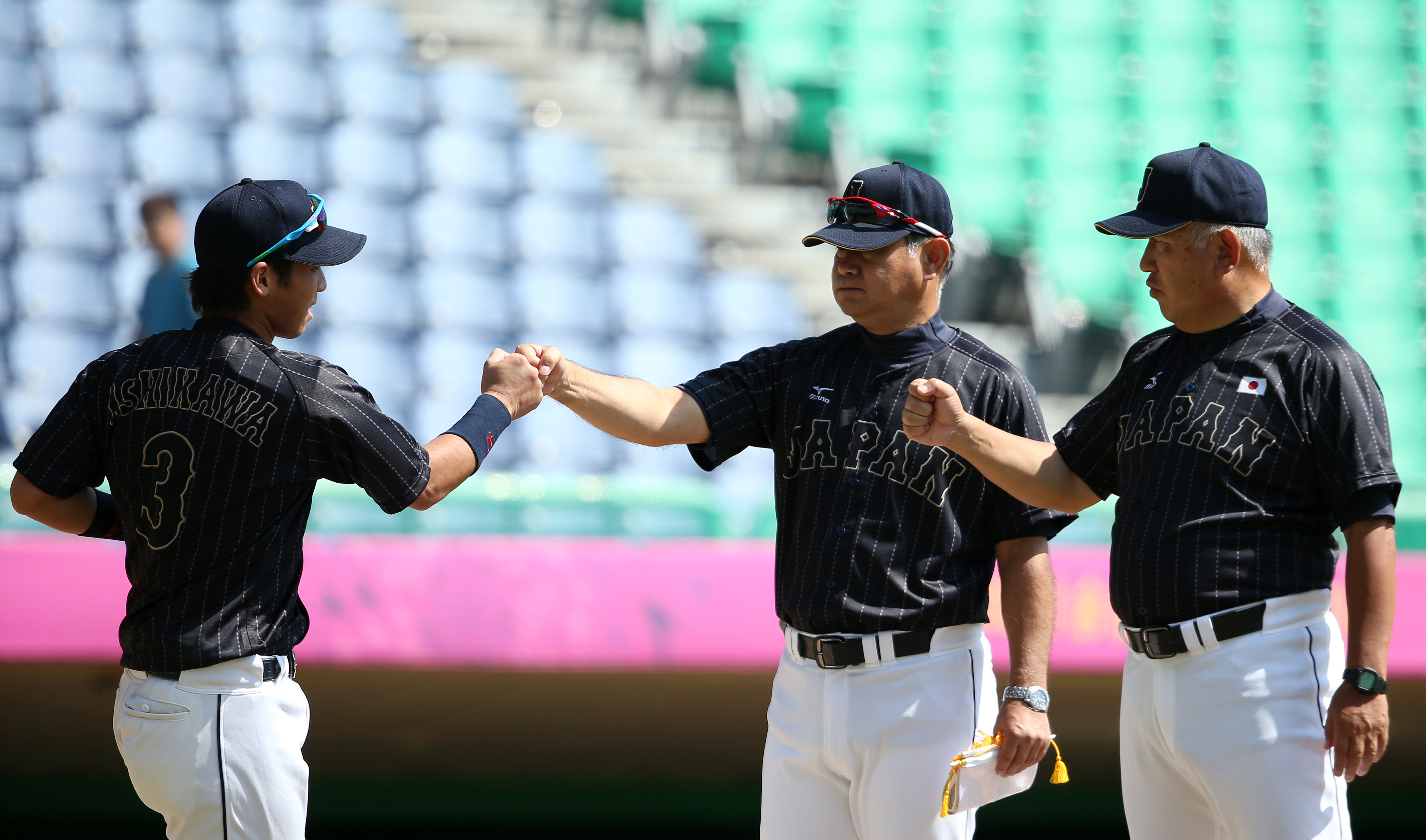
仁川アジア大会でのビジターユニフォーム 2014年
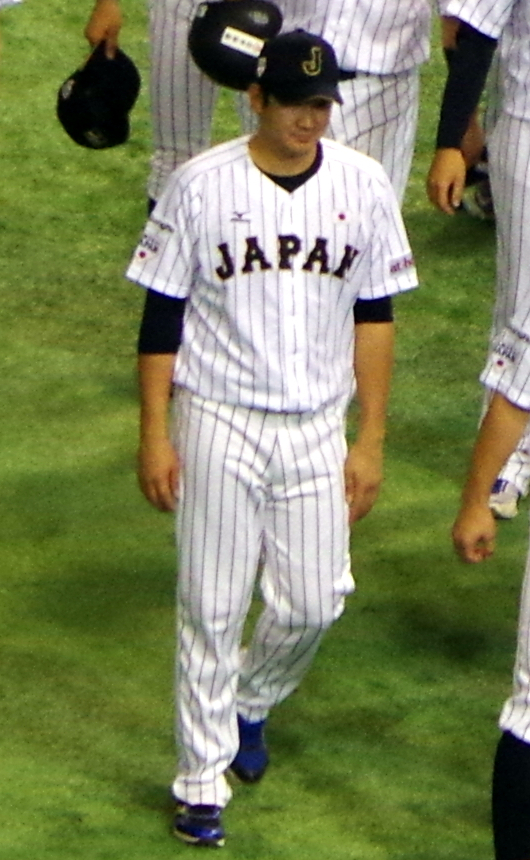
2015年プレミア12でのホームユニフォーム 菅野智之、2015年
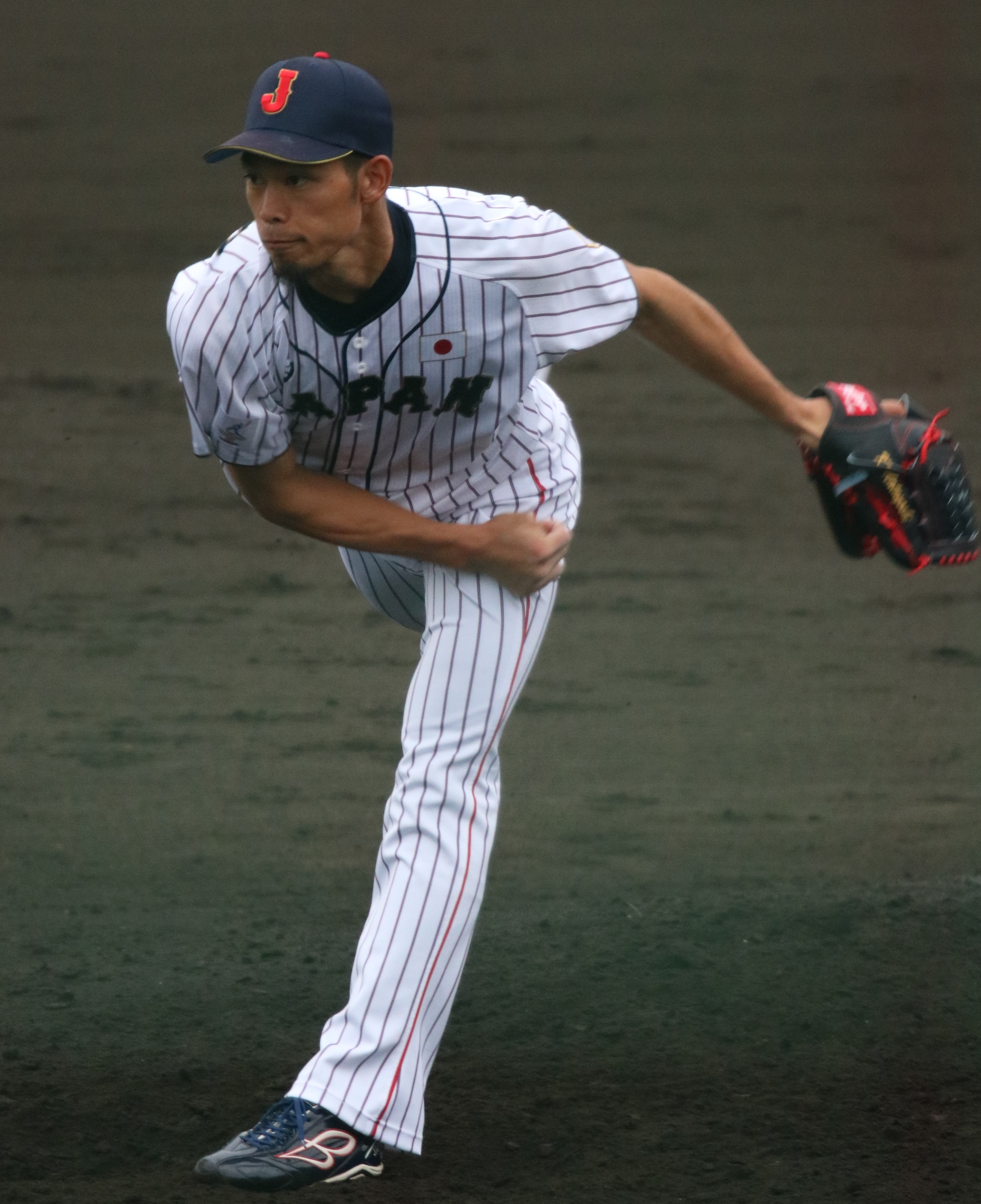
2017年アジアプロ野球チャンピオンシップ練習試合でのホームユニフォーム 又吉克樹、2017年
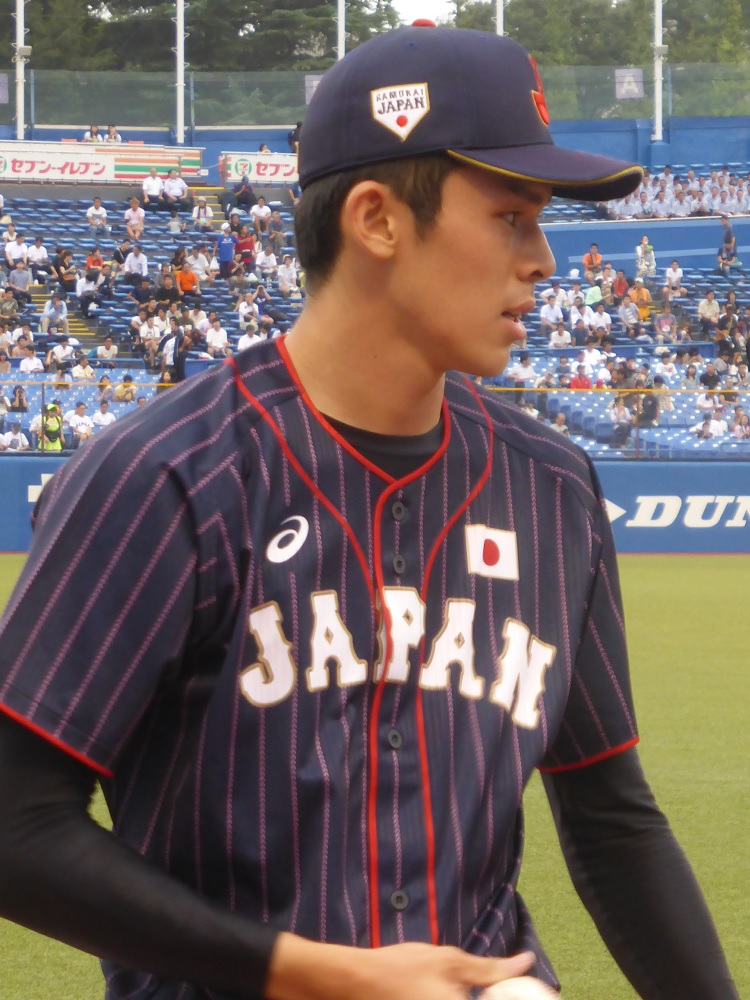
2019年U-18W杯でのビジターユニフォーム 佐々木朗希、2019年
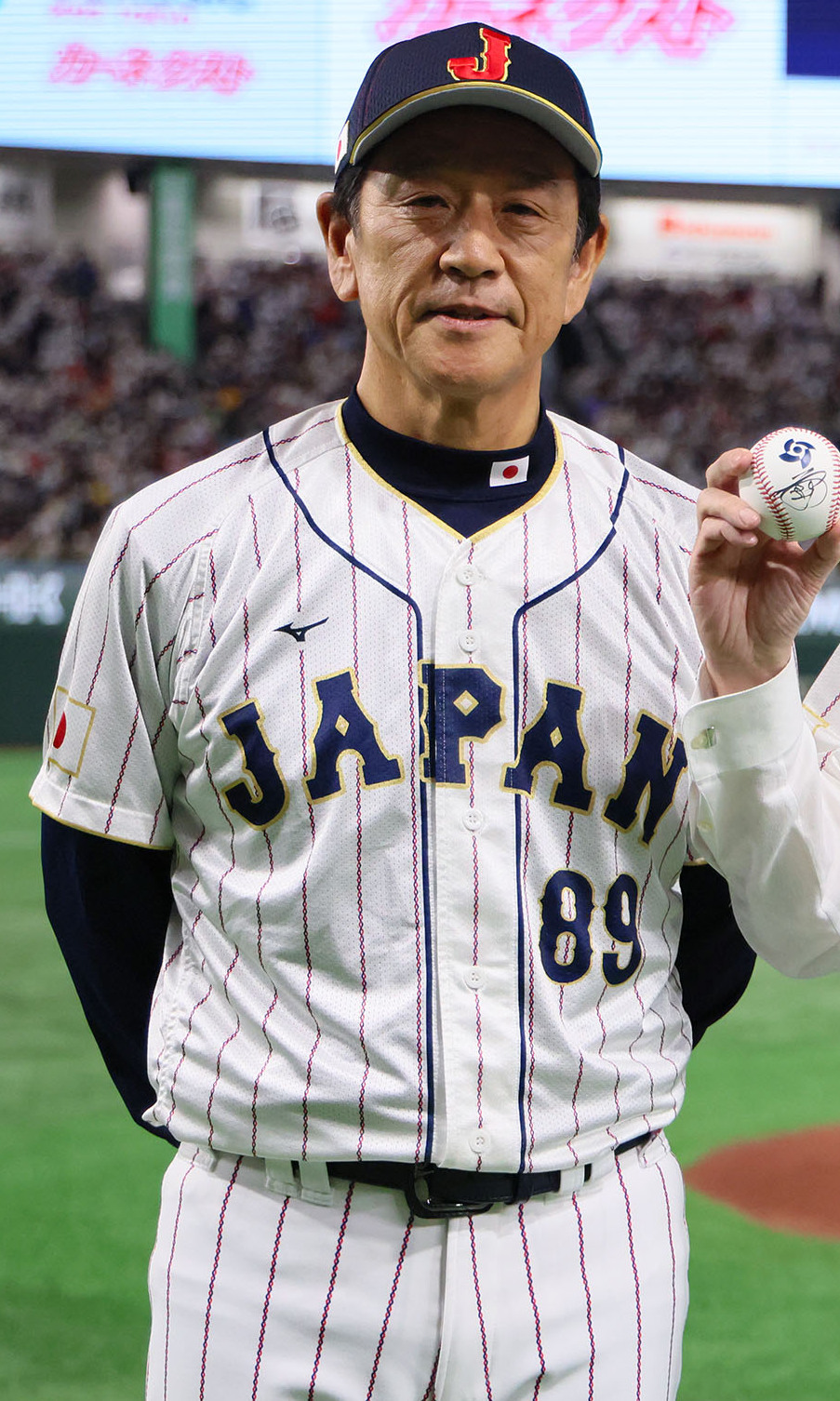
2023年WBCでのホームユニフォーム 栗山英樹、2022年

## オフィシャルスポンサー
以下は日本代表公式サイトに記載されている配列に沿う（2024年8月現在）。

### ダイヤモンドパートナー
- 日本通運
- 三菱UFJ銀行

### オフィシャルタイトルパートナー
- ラグザス

### オフィシャルパートナー
- JTB
- コナミデジタルエンタテインメント
- 興和
- サクセス（花王）
- 日本航空
- 日本コカ・コーラ

### サポーティングパートナー
- ローソンエンタテインメント
- ユニクロ
- ミズノ

## 侍ジャパン応援団
トップチームに関しては、日本プロ野球各球団と同様に応援団が存在し、国内はもちろん、国外の試合にも応援活動をする。メンバーは12球団の応援団員から構成され、選手の個人応援歌は各球団で使用される応援歌がそのまま用いられる。MLBから招聘された選手は、NPBで在籍していた球団で使用されていた応援歌が用いられる。まだ応援歌がない選手が招聘された場合は、所属しているチームの汎用応援歌が使用されている。2023年(令和5年)に開催されたWBCにおいてNPBに在籍したことがないラーズ・ヌートバーが招聘されたが、このときの応援歌の対応については後述の章参照。
チャンステーマはタケカワユキヒデが作曲した「スーパースター」、応援団オリジナルの「チャンス侍」が使用されているほか、イニング開始時と出塁時は多くの球団で採用されている「3連テーマ」が用いられている。得点時や勝利時のテーマはNPBの公式ソングの「Dream Park~野球場へ行こう~」の最初の部分が使われている。
このほか、WBSC U-18ワールドカップやBFA U-18アジア選手権大会に出場するU-18代表の壮行試合として開催されている高校日本代表対大学日本代表において、2016年より高校代表については高校の吹奏楽部、大学代表については大学の応援部などの動員により、各世代の応援スタイルによる応援活動を実施している。

### NPB所属経験のない選手の応援歌
2023年に開催された第5回WBCではNPBに在籍したことがないラーズ・ヌートバーが選出された。応援歌について当初は「スーパースター」や「野球場へ行こう」が使用されると宮崎での強化試合後の二次会で発表された。しかし、これがTwitterで物議を醸し、応援団は急遽新曲を作成。1週間後にバンテリンドーム ナゴヤで開催された試合の二次会で公表した。この時に、ヌートバーへのコールが彼のミドルネームである「達治」になることも判明した。なお、この曲は汎用応援歌として応援歌のない選手が選出された場合に用いられることとなった。

## マスコットキャラクター
侍ジャパン公式マスコットとして、応援侍たまベヱ（おうえんざむらいたまべゑ）がいる。2015 WBSCプレミア12の時期より活動を開始した。

## オリンピックの野球競技における代表チーム
代表入りには日本国籍を有することが条件となっている。オリンピックの野球日本代表は、1992年のバルセロナオリンピックから1996年のアトランタオリンピックまでは、アマチュア選手のみのチーム編成であった。プロ選手の参加が認められた2000年のシドニーオリンピックでは、アマチュア主体のメンバーに松坂大輔ら、プロ8人を参加させた混成チームで出場したが、初めてメダルを逃した。2004年のアテネオリンピックでは、初めてプロ野球選手だけでチーム編成を行い、銅メダルを獲得した。
また、2005年7月のIOC総会で2012年のロンドンオリンピックでは削除されたため、2008年の北京オリンピックが正式種目として最後のオリンピックとなっていたが、2021年の東京オリンピックで、東京オリンピック限定の開催都市が追加できる正式種目として13年ぶりに実施され、日本が全勝優勝を果たし正式競技として初めて金メダルを獲得した。なお、2024年のパリオリンピックでは再び削除されており、現時点ではオリンピック正式競技としては最後の野球競技となっている。
| オリンピックの野球競技 (公開競技を除く) | オリンピックの野球競技 (公開競技を除く) | オリンピックの野球競技 (公開競技を除く) | オリンピックの野球競技 (公開競技を除く) | オリンピックの野球競技 (公開競技を除く) | オリンピックの野球競技 (公開競技を除く) | オリンピックの野球競技 (公開競技を除く) |
| 開催年                                  | 大会                                    | 結果                                    | 監督                                    | 日本代表                                | プロ参加                                | 大会詳細                                |
| --------------------------------------- | --------------------------------------- | --------------------------------------- | --------------------------------------- | --------------------------------------- | --------------------------------------- | --------------------------------------- |
| 1992年                                  | バルセロナ                              | 銅メダル                                | 山中正竹                                | メンバー                                | なし                                    | 大会詳細                                |
| 1996年                                  | アトランタ                              | 銀メダル                                | 川島勝司                                | メンバー                                | なし                                    | 大会詳細                                |
| 2000年                                  | シドニー                                | 4位                                     | 大田垣耕造                              | メンバー                                | 一部                                    | 大会詳細                                |
| 2004年                                  | アテネ                                  | 銅メダル                                | 中畑清                                  | メンバー                                | 全員                                    | 大会詳細                                |
| 2008年                                  | 北京                                    | 4位                                     | 星野仙一                                | メンバー                                | 全員                                    | 大会詳細                                |
| 2021年                                  | 東京                                    | 金メダル                                | 稲葉篤紀                                | メンバー                                | 全員                                    | 大会詳細                                |

## ワールド・ベースボール・クラシックにおける代表チーム

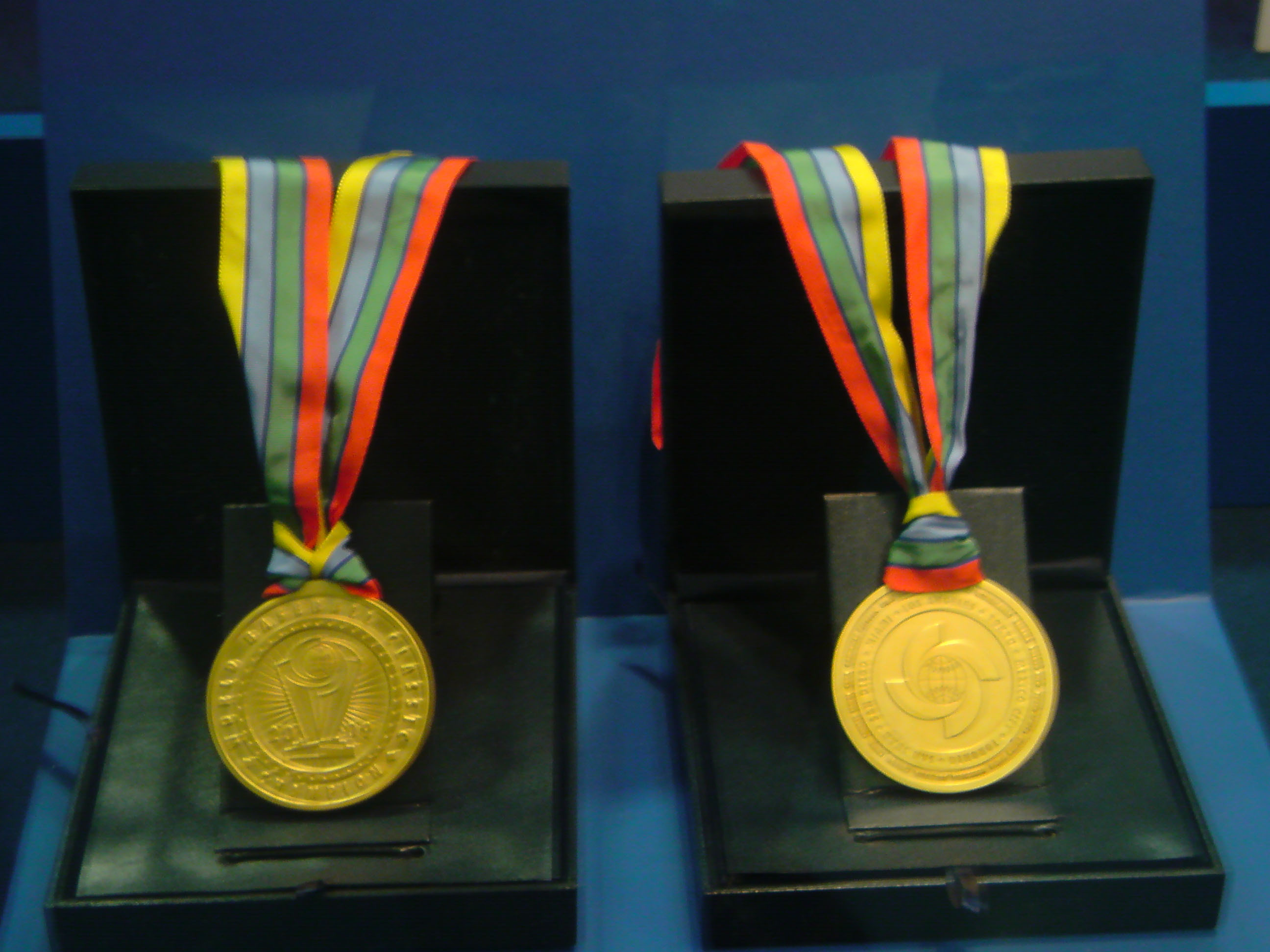
2009年 WBCでの金メダル

ワールド・ベースボール・クラシック（WBC）では日本代表入りに関する条件が
- 日本国籍を有する
- 日本の永住資格を有する
- 日本で生まれた
- 本人の親のどちらかが日本の国籍を有する
- 本人の親のどちらかが日本で生まれた

の5条件の内の何れか一つ以上を満たす事となっている。
| ワールド・ベースボール・クラシック                    | ワールド・ベースボール・クラシック | ワールド・ベースボール・クラシック | ワールド・ベースボール・クラシック | ワールド・ベースボール・クラシック | ワールド・ベースボール・クラシック | ワールド・ベースボール・クラシック |
| 回                                                    | 開催年                             | 本戦開催国                         | 結果                               | 監督                               | 日本代表                           | 備考                               |
| ----------------------------------------------------- | ---------------------------------- | ---------------------------------- | ---------------------------------- | ---------------------------------- | ---------------------------------- | ---------------------------------- |
| 1                                                     | 2006年                             | /                                  | 優勝                               | 王貞治                             | メンバー                           |                                    |
| 2                                                     | 2009年                             | /                                  | 優勝                               | 原辰徳                             | メンバー                           |                                    |
| 3                                                     | 2013年                             | /                                  | 3位                                | 山本浩二                           | メンバー                           |                                    |
| 4                                                     | 2017年                             | /                                  | 3位                                | 小久保裕紀                         | メンバー                           |                                    |
| 5                                                     | 2023年                             | /                                  | 優勝                               | 栗山英樹                           | メンバー                           |                                    |
| 6                                                     | 2026年                             | /                                  |                                    |                                    |                                    |                                    |
| 日本代表は第1回から現在において、プロ選手のみの参加。 |                                    |                                    |                                    |                                    |                                    |                                    |

## WBSCプレミア12における代表チーム
代表入りには日本国籍を有することが条件となっている。
| WBSCプレミア12                                        | WBSCプレミア12 | WBSCプレミア12 | WBSCプレミア12 | WBSCプレミア12 | WBSCプレミア12 | WBSCプレミア12             | WBSCプレミア12 |
| 回                                                    | 開催年         | 開催国         | 結果           | 監督           | 日本代表       | 備考                       |                |
| ----------------------------------------------------- | -------------- | -------------- | -------------- | -------------- | -------------- | -------------------------- | -------------- |
| 1                                                     | 2015年         | /              | 3位            | 小久保裕紀     | メンバー       |                            |                |
| 2                                                     | 2019年         | /              | 優勝           | 稲葉篤紀       | メンバー       | 東京オリンピック予選兼大会 |                |
| 3                                                     | 2024年         | /              | 準優勝         | 井端弘和       | メンバー       |                            |                |
| 日本代表は第1回から現在において、プロ選手のみの参加。 |                |                |                |                |                |                            |                |

## アジア プロ野球チャンピオンシップにおける代表チーム
| アジアプロ野球チャンピオンシップ | アジアプロ野球チャンピオンシップ | アジアプロ野球チャンピオンシップ | アジアプロ野球チャンピオンシップ | アジアプロ野球チャンピオンシップ | アジアプロ野球チャンピオンシップ | アジアプロ野球チャンピオンシップ | アジアプロ野球チャンピオンシップ |
| 回                               | 開催年                           | 大会                             | 結果                             | 監督                             | 日本代表                         | 大会詳細                         | 備考                             |
| -------------------------------- | -------------------------------- | -------------------------------- | -------------------------------- | -------------------------------- | -------------------------------- | -------------------------------- | -------------------------------- |
| 1                                | 2017年                           | 東京                             | 優勝                             | 稲葉篤紀                         | メンバー                         | 大会詳細                         |                                  |
| 2                                | 2023年                           | 東京                             | 優勝                             | 井端弘和                         | メンバー                         | 大会詳細                         |                                  |

## 年代別・性別における代表チーム
どの団体球技も、世界選手権や五輪等に送りこむ「最強」の代表チーム以外に、選手資格に年齢制限がある大会に送りこむ年代別代表チームが存在する。しかしながら代表チームの概念が曖昧だった日本の野球界にはそのような年代別代表チームを編成することがほとんどなかった。野球も各年代ごとの国際大会は行われており、日本からも参加している。だがこれらのチームは全日本野球会議や全日本アマチュア野球連盟が編成する正式な代表チームでなく、全日本大学野球連盟や日本高等学校野球連盟が送りこむ選抜チームであるのがほとんどであった。
2013年より、「野球日本代表マーケティング委員会（JMBC）」の代表事業として各年代別の代表チームが設立された。招集は各年代を統括する組織・団体が行うが、大会にはJMBCの代表事業として派遣される。

### 社会人代表
ワールドポート・トーナメント
- 日本はこの大会で1回優勝している。

フランス国際野球大会
- 日本はこの大会で1回優勝している。

BFA アジア野球選手権大会
- 日本はこの大会で20回優勝している。
- BFA主催により、2年に1回、もしくは3年に1回開催される、野球のアジア地域における国別代表による国際大会。オリンピックアジア予選を兼ねて開催されることもあり、そのためオリンピックの代表にプロ選手も選出されるようになったシドニー大会の予選を兼ねて開催された1999年大会以降はプロ選手が出場する場合がある。

アジア競技大会
- 日本はこの大会で1回優勝している。
- アジアオリンピック評議会（OCA）が主催するアジア競技大会の野球競技。1990年大会は公開競技としての採用であり、正式には1994年大会からの開催である。代表チームは大学生、社会人の混成で構成されており、2002年大会にはプロ選手も代表入りした。しかし、2014年大会は開催時期の都合から代表選手全員が社会人チームからの選出となった。

東アジア競技大会
- 日本はこの大会で1回優勝している。
- 第6回大会のみの開催だった。

### U-23（旧U-21）代表
WBSC U-23ワールドカップ
- 日本はこの大会で3回優勝している。
- 23歳以下による大会で、2014年にWBSC U-21ワールドカップとして初開催された。

アジア プロ野球チャンピオンシップ
- 日本はこの大会で2回優勝している。

### 大学代表
世界大学野球選手権大会
- 日本はこの大会で1回優勝している。
- 大学生による競技大会としてはユニバーシアードがあるが、野球は普及度の低さから含まれなかった。そこでIBAFは2002年から国別対抗の大学生による世界大学野球選手権大会を開催することとなった。この大会にチームを送りこんだのは、全日本大学野球連盟でなく全日本野球会議である。第1回大会当時の代表編成委員会の強化本部長は長嶋茂雄が務めた。ユニフォームも台湾ワールドカップやアテネ五輪でプロが着用したものと同じであり、そう言った意味でこのチームが日本野球界初めての年代別日本代表と言える。ちなみに同大会の参加資格に大学生であるという条件はなく、規約上は同年代のプロ、社会人も選考可能である。2012年大会は台湾で開催予定だったが参加申請国が4カ国にとどまり、開催必須条件の6カ国以上を満たさなかったため中止となった。
- 歴代日本代表 - 第1回、第2回、第3回、第4回、第5回

日米大学野球選手権大会
- 日本はこの大会で19回優勝している。

ユニバーシアード
- 日本はこの大会で2回優勝している。
- 先述の通り、野球は相対的な普及度の低さから1993年、95年の大会を除いて競技から除外され続けていた。しかし、2015年に開催された大会では主催国選択競技として野球が採用されることが決定し、実に1995年大会以来20年ぶり、10大会ぶりの採用となった。また、続く2017年大会でも競技種目として採用された。
- 歴代日本代表 - 第17回、第18回、第28回、第29回

### U-18代表
WBSC U-18ワールドカップ
- 日本はこの大会で1回優勝している。
- WBSC U-18ワールドカップはWBSC主催で1981年から行われている18歳以下で競われる国際大会。日本は夏の甲子園大会と時期が重なるため近年までチームを送ってこなかった。2004年大会は9月開催となったため初めて甲子園参加者も含めた選抜チームを参加させた。甲子園大会と時期が重ならなくなった2012年以降は継続して参加している。出場資格にプロ・アマ等の制限はないが、これまでの代表チームは全て高校生の選抜チームとなっている。2015年大会は初めて日本で開催された。
- 歴代日本代表（出場大会のみ） - 第18回、第21回、第25回、第26回、第27回

BFA U-18アジア選手権大会
- 日本はこの大会で5回優勝している。
- AAAアジア野球選手権大会は1994年が第1回。こちらは9月開催なので毎回参加している。高校生であることが参加資格でなく、早生まれのプロ、社会人、大学1年目の選手も参加可能である。近年は世界選手権とアジア選手権が隔年開催で、アジア選手権が世界選手権の予選を兼ねている。このチームは全日本野球会議が送りこむ日本代表でなく、日韓親善大会や日米親善大会と同じあくまで高野連が編成する「高校選抜」であった。2007年の第7回AAAアジア野球選手権大会では金属バット使用が禁止されたが、日本へは事後報告という形になったことから高野連は「筋が違う」「大会の趣旨から逸脱している」としてチーム派遣を拒否。このため日本野球連盟は傘下の企業（早生まれの1年目）、クラブ、専門学校の選手から代表を選考し、同大会に送り込むこととなった。このチームは全日本野球会議から代表事業として認定され、同大会に参加する初めての正式なU-18代表となった。2011年の第9回AAAアジア野球選手権大会では高野連による代表が参加し優勝した。
- 歴代日本代表（第1回 - 第10回） - 第1回、第2回、第3回、第4回、第5回、第6回、第7回、第8回、第9回、第10回

日米親善高校野球大会
- 日本はこの大会で5回優勝している。

### U-15代表（旧U-16代表）
WBSC U-15ワールドカップ
- 日本はこの大会で1回（前身大会を含めると3回）優勝している。
- WBSC U-15ワールドカップはWBSC主催の15歳以下で競われる国際大会。前身の世界ユース野球選手権大会が1989年から2011年まで行われており、2005年にメキシコで第12回大会が開かれ日本は4位に入っている。この時のチーム編成はリトルシニア。（中学年代の硬式野球チームはクラブチームのみ。リトルシニア、ボーイズリーグほか複数の連盟が混在する。）このWBSC U-15ワールドカップ参加チームも、当初はリトルシニアの選抜チームであった。ジャイアンツカップが正式な全日本選手権に承認されたのを期に、7連盟（当時）すべてから選出された代表チームが編成され、11月に台湾代表との親善試合が実施された。なお、2007年ベネズエラで開催の大会（中止）から（リトルシニア選抜チームながら）全日本野球会議の代表事業に承認されて15歳以下の日本代表チームとなった。
- 2012年から15歳以下の代表によるAA世界野球選手権大会からWBSC U-15ワールドカップに大会がリニューアルされた。

BFA U-15アジア選手権大会
- 日本はこの大会で3回優勝している。
- BFA U-15アジア選手権大会はアジア野球連盟主催の15歳以下で競われる国際大会で、ワールドカップと隔年で開催されている。現在は日本の主管も硬式組織に戻っている。
- 硬式球でなくKWBボールで行われていた。このためワールドカップと異なり、2015/2017/2019年大会では軟式野球の中学部活チーム・クラブチームから代表を選出され、硬式のメンバーとは別に日本中学生野球連盟が主管していた。

U-15アジアチャレンジマッチ
- 日本はこの大会で1回優勝している。
- 2007年、中学硬式野球日本一を争う「第1回全日本中学野球選手権大会 ジャイアンツカップ」の開催を記念して創設。全国主要中学硬式野球7リーグ（現在は5）から日本代表を編成。アジア選手権がKWBボールに移行し、軟式野球チームから代表を選出するようになったため、2015/2017/2019年大会では硬式野球チーム所属の選手はこの大会を戦った。

### U-12代表
WBSC U-12ワールドカップ
- 日本はこの大会でまだ優勝していない。
- 12歳以下の代表によるWBSC U-12ワールドカップが2011年に設置された。

BFA U-12アジア選手権大会
- 日本はこの大会で1回優勝している。

### 女子代表（マドンナジャパン）
WBSC女子野球ワールドカップ（旧大会名 IBAF女子ワールドカップ）
- 女子硬式野球の全日本チームが初めて結成されたのは1999年の任意団体であった。その後、2006年に全日本野球会議の代表派遣事業として女子野球日本代表が代表承認された。国際的には2001年に国際女子野球連盟(WIBA)が発足、2004年には国際野球連盟（IBAF）主催の第1回IBAF女子ワールドカップが開催された。2006年には第2回大会では、女子野球日本代表も初めてアテネ五輪代表と同じユニフォームを着用し参加した。
- 全日本はこの大会で7回優勝している。
- 全9回開催・7連覇中の大会。

女子野球世界大会
- 日本はこの大会で2回優勝している。
- 全4回開催の大会。

女子野球アジアカップ
- 日本はこの大会で3回優勝している。
- 全3回開催の大会。

### 各大会と代表チーム

#### 世界における大会
| IBAFワールドカップ (旧大会) | IBAFワールドカップ (旧大会) | IBAFワールドカップ (旧大会) | IBAFワールドカップ (旧大会) | IBAFワールドカップ (旧大会) | IBAFワールドカップ (旧大会) | IBAFワールドカップ (旧大会) |
| 回                          | 開催年                      | 開催国                      | 結果                        | 監督                        | 日本代表                    | プロ参加                    |
| --------------------------- | --------------------------- | --------------------------- | --------------------------- | --------------------------- | --------------------------- | --------------------------- |
| 27                          | 1982年                      | 韓国                        | 2位                         | 石井藤吉郎                  | メンバー                    | 無                          |
| 28                          | 1984年                      | キューバ                    | 4位                         | 田中久幸                    | メンバー                    | 無                          |
| 29                          | 1986年                      | オランダ                    | 5位                         | 佐藤昭雄                    | メンバー                    | 無                          |
| 30                          | 1988年                      | イタリア                    | 4位                         | 鈴木義信                    | メンバー                    | 無                          |
| 31                          | 1990年                      | カナダ                      | 5位                         | 山中正竹                    | メンバー                    | 無                          |
| 32                          | 1994年                      | ニカラグア                  | 3位                         | 川島勝司                    | メンバー                    | 無                          |
| 33                          | 1998年                      | イタリア                    | 5位                         | 大田垣耕造                  | メンバー                    | 無                          |
| 34                          | 2001年                      | 中華民国（台湾）            | 4位                         | 後藤寿彦                    | メンバー                    | 一部                        |
| 35                          | 2003年                      | キューバ                    | 3位                         | 村上忠則                    | メンバー                    | 無                          |
| 36                          | 2005年                      | オランダ                    | 5位                         | 杉本泰彦                    | メンバー                    | 無                          |
| 37                          | 2007年                      | 中華民国（台湾）            | 3位                         | 垣野多鶴                    | メンバー                    | 無                          |
| 38                          | 2009年                      | イタリア                    | 10位 (2次R敗退)             | 杉本泰彦                    | メンバー                    | 無                          |
| 39                          | 2011年                      | パナマ                      | 12位 (1次R敗退)             | 小島啓民                    | メンバー                    | 無                          |

| IBAFインターコンチネンタルカップ (旧大会) | IBAFインターコンチネンタルカップ (旧大会) | IBAFインターコンチネンタルカップ (旧大会) | IBAFインターコンチネンタルカップ (旧大会) | IBAFインターコンチネンタルカップ (旧大会) | IBAFインターコンチネンタルカップ (旧大会) | IBAFインターコンチネンタルカップ (旧大会) | IBAFインターコンチネンタルカップ (旧大会) |
| 回                                        | 開催年                                    | 開催国                                    | 結果                                      | 監督                                      | 日本代表                                  | プロ参加                                  | 備考                                      |
| ----------------------------------------- | ----------------------------------------- | ----------------------------------------- | ----------------------------------------- | ----------------------------------------- | ----------------------------------------- | ----------------------------------------- | ----------------------------------------- |
| 10                                        | 1991年                                    | スペイン                                  | 2位                                       | 山中正竹                                  | メンバー                                  | 無                                        |                                           |
| 11                                        | 1993年                                    | イタリア                                  | 3位                                       | 川島勝司                                  | メンバー                                  | 無                                        |                                           |
| 12                                        | 1995年                                    | キューバ                                  | 2位                                       | 川島勝司                                  | メンバー                                  | 無                                        |                                           |
| 13                                        | 1997年                                    | スペイン                                  | 1位                                       | 大田垣耕造                                | メンバー                                  | 無                                        |                                           |
| 14                                        | 1999年                                    | オーストラリア                            | 3位                                       | 大田垣耕造                                | メンバー                                  | 一部                                      | 初めてプロが参加                          |
| 15                                        | 2002年                                    | キューバ                                  | 5位                                       | 後藤寿彦                                  | メンバー                                  | 一部                                      |                                           |
| 16                                        | 2006年                                    | 中華民国（台湾）                          | 4位                                       | 杉本泰彦                                  | メンバー                                  | 無                                        |                                           |
| 17                                        | 2010年                                    | 中華民国（台湾）                          | 5位                                       | 岡崎郁                                    | メンバー                                  | 全員                                      |                                           |

| プレオリンピック | プレオリンピック     | プレオリンピック | プレオリンピック | プレオリンピック | プレオリンピック | プレオリンピック | プレオリンピック |
| 開催年           | 大会名               | 開催国           | 結果             | 監督             | 日本代表         | プロ参加         |                  |
| ---------------- | -------------------- | ---------------- | ---------------- | ---------------- | ---------------- | ---------------- | ---------------- |
| 2007年           | 北京プレオリンピック | 中国             | 1位              | 星野仙一         | メンバー         | 一部             |                  |

| ハーレムベースボールウィーク | ハーレムベースボールウィーク | ハーレムベースボールウィーク | ハーレムベースボールウィーク | ハーレムベースボールウィーク | ハーレムベースボールウィーク | ハーレムベースボールウィーク |
| 回                           | 開催年                       | 結果                         | 監督                         | 日本代表                     | プロ参加                     | 備考                         |
| ---------------------------- | ---------------------------- | ---------------------------- | ---------------------------- | ---------------------------- | ---------------------------- | ---------------------------- |
| 22                           | 2004年                       | 3位                          | 萩野友康                     | メンバー                     | 無                           | 社会人代表                   |
| 23                           | 2006年                       | 4位                          | 高橋博昭                     | メンバー                     | 無                           | 社会人代表                   |
| 24                           | 2008年                       | 4位                          | 河原井正雄                   | メンバー                     | 無                           | 大学代表                     |
| 25                           | 2010年                       | 3位                          | Takai Keigo                  | メンバー                     | 無                           | 京滋大学野球連盟選抜         |
| 26                           | 2012年                       | 5位                          | 中村壽博                     | メンバー                     | 無                           | 大学代表                     |
| 27                           | 2014年                       | 2位                          | 善波達也                     | メンバー                     | 無                           | 大学代表                     |
| 28                           | 2016年                       | 2位                          | 溝口智成                     | メンバー                     | 無                           | 東京六大学野球選抜           |
| 29                           | 2018年                       | 1位                          | 生田勉                       | メンバー                     | 無                           | 大学代表                     |
| 30                           | 2022年                       | 4位                          | 大久保哲也                   | メンバー                     | 無                           | 大学代表                     |
| 31                           | 2024年                       | 1位                          | 堀井哲也                     | メンバー                     | 無                           | 大学代表                     |

#### アジアにおける大会
| 東アジア競技大会野球競技 | 東アジア競技大会野球競技 | 東アジア競技大会野球競技 | 東アジア競技大会野球競技 | 東アジア競技大会野球競技 | 東アジア競技大会野球競技 | 東アジア競技大会野球競技 | 東アジア競技大会野球競技 |
| 開催年                   | 大会                     | 結果                     | 監督                     | 日本代表                 | プロ参加                 | 大会詳細                 | 備考                     |
| ------------------------ | ------------------------ | ------------------------ | ------------------------ | ------------------------ | ------------------------ | ------------------------ | ------------------------ |
| 2013年                   | 天津                     | 1位                      | 小島啓民                 | メンバー                 | 無                       | 大会詳細                 |                          |

| アジア競技大会野球競技 | アジア競技大会野球競技 | アジア競技大会野球競技 | アジア競技大会野球競技 | アジア競技大会野球競技 | アジア競技大会野球競技 | アジア競技大会野球競技 | アジア競技大会野球競技 |
| 開催年                 | 大会                   | 結果                   | 監督                   | 日本代表               | プロ参加               | 大会詳細               | 備考                   |
| ---------------------- | ---------------------- | ---------------------- | ---------------------- | ---------------------- | ---------------------- | ---------------------- | ---------------------- |
| 1990年                 | 北京                   | 3位                    | 山中正竹               | メンバー               | 無                     | 大会詳細               | 公開競技               |
| 1994年                 | 広島                   | 1位                    | 川島勝司               | メンバー               | 無                     | 大会詳細               |                        |
| 1998年                 | バンコク               | 2位                    | 大田垣耕造             | メンバー               | 無                     | 大会詳細               |                        |
| 2002年                 | 釜山                   | 3位                    | 後藤寿彦               | メンバー               | 一部                   | 大会詳細               |                        |
| 2006年                 | ドーハ                 | 2位                    | 垣野多鶴               | メンバー               | 無                     | 大会詳細               |                        |
| 2010年                 | 広州                   | 3位                    | 小島啓民               | メンバー               | 無                     | 大会詳細               |                        |
| 2014年                 | 仁川                   | 3位                    | 小島啓民               | メンバー               | 無                     | 大会詳細               |                        |
| 2018年                 | ジャカルタ・パレンバン | 2位                    | 石井章夫               | メンバー               | 無                     | 大会詳細               |                        |
| 2023年                 | 杭州                   | 3位                    | 石井章夫               | メンバー               | 無                     | 大会詳細               |                        |

| アジア野球選手権大会 | アジア野球選手権大会 | アジア野球選手権大会 | アジア野球選手権大会 | アジア野球選手権大会 | アジア野球選手権大会 | アジア野球選手権大会 | アジア野球選手権大会                                |
| 回                   | 開催年               | 開催地               | 結果                 | 監督                 | 日本代表             | プロ参加             | 備考                                                |
| -------------------- | -------------------- | -------------------- | -------------------- | -------------------- | -------------------- | -------------------- | --------------------------------------------------- |
| 16                   | 1991年               | 北京                 | 1位                  | 山中正竹             | メンバー             | 無                   | バルセロナオリンピック予選兼大会                    |
| 17                   | 1993年               | パース               | 1位                  | 川島勝司             | メンバー             | 無                   |                                                     |
| 18                   | 1995年               | 倉敷                 | 1位                  | 川島勝司             | メンバー             | 無                   | アトランタオリンピック予選兼大会                    |
| 19                   | 1997年               | 台北                 | 2位                  | 佐竹政和             | メンバー             | 無                   |                                                     |
| 20                   | 1999年               | ソウル               | 2位                  | 大田垣耕造           | メンバー             | 一部                 | シドニーオリンピック予選兼大会。 初めてプロが参加。 |
| 21                   | 2001年               | 台北                 | 3位                  | 後藤寿彦             | メンバー             | 無                   |                                                     |
| 22                   | 2003年               | 札幌                 | 1位                  | 長嶋茂雄             | メンバー             | 全員                 | アテネオリンピック予選兼大会                        |
| 23                   | 2005年               | 宮崎                 | 1位                  | 杉本泰彦             | メンバー             | 無                   |                                                     |
| 24                   | 2007年               | 台中                 | 1位                  | 星野仙一             | メンバー             | 全員                 | 北京オリンピック予選兼大会                          |
| 25                   | 2009年               | 札幌                 | 1位                  | 杉本泰彦             | メンバー             | 無                   |                                                     |
| 26                   | 2012年               | 台中                 | 1位                  | 小島啓民             | メンバー             | 無                   |                                                     |
| 27                   | 2015年               | 台中                 | 3位                  | 安藤強               | メンバー             | 無                   |                                                     |
| 28                   | 2017年               | 新北                 | 1位                  | 石井章夫             | メンバー             | 無                   |                                                     |
| 29                   | 2019年               | 台中                 | 2位                  | 石井章夫             | メンバー             | 無                   | 東京オリンピック予選兼大会                          |
| 30                   | 2023年               | 台北・台中           | 1位                  | 川口朋保             | メンバー             | 無                   |                                                     |

#### 女子野球 (Over 16)
【凡例】高:高校、大:大学、社ク:企業/クラブチーム、独立:独立リーグ、プロ:旧 JWBL、NPB:NPB球団名を冠したチーム
| WBSC女子野球ワールドカップ (旧IBAF大会、代表承認前の大会を除く) | WBSC女子野球ワールドカップ (旧IBAF大会、代表承認前の大会を除く) | WBSC女子野球ワールドカップ (旧IBAF大会、代表承認前の大会を除く) | WBSC女子野球ワールドカップ (旧IBAF大会、代表承認前の大会を除く) | WBSC女子野球ワールドカップ (旧IBAF大会、代表承認前の大会を除く) | WBSC女子野球ワールドカップ (旧IBAF大会、代表承認前の大会を除く) | WBSC女子野球ワールドカップ (旧IBAF大会、代表承認前の大会を除く) | WBSC女子野球ワールドカップ (旧IBAF大会、代表承認前の大会を除く) |
| 回                                                              | 開催年                                                          | 開催国                                                          | 結果                                                            | 監督                                                            | 日本代表                                                        | プロ参加                                                        | 出場選手                                                        |
| --------------------------------------------------------------- | --------------------------------------------------------------- | --------------------------------------------------------------- | --------------------------------------------------------------- | --------------------------------------------------------------- | --------------------------------------------------------------- | --------------------------------------------------------------- | --------------------------------------------------------------- |
| 2                                                               | 2006年                                                          | 台北                                                            | 2位                                                             | 大倉孝一                                                        | メンバー                                                        | –                                                               | 高 大 社ク                                                      |
| 3                                                               | 2008年                                                          | 松山                                                            | 1位                                                             | 大倉孝一                                                        | メンバー                                                        | –                                                               | 高 大 社ク                                                      |
| 4                                                               | 2010年                                                          | マラカイ                                                        | 1位                                                             | 大倉孝一                                                        | メンバー                                                        | 一部                                                            | 大 社ク 独立                                                    |
| 5                                                               | 2012年                                                          | エドモントン                                                    | 1位                                                             | 新谷博                                                          | メンバー                                                        | 一部                                                            | 大 社ク プロ                                                    |
| 6                                                               | 2014年                                                          | 宮崎                                                            | 1位                                                             | 大倉孝一                                                        | メンバー                                                        | 一部                                                            | 大 社ク プロ                                                    |
| 7                                                               | 2016年                                                          | 釜山                                                            | 1位                                                             | 大倉孝一                                                        | メンバー                                                        | 一部                                                            | 大 社ク プロ                                                    |
| 8                                                               | 2018年                                                          | フロリダ州ビエラ                                                | 1位                                                             | 橘田恵                                                          | メンバー                                                        | 一部                                                            | 高 大 社ク                                                      |
| 9                                                               | 2023/24年                                                       | サンダーベイ 三次                                               | 1位                                                             | 中島梨紗                                                        | メンバー                                                        | –                                                               | 大 社ク NPB                                                     |

| BFA女子野球アジアカップ (JWBL参加:無) | BFA女子野球アジアカップ (JWBL参加:無) | BFA女子野球アジアカップ (JWBL参加:無) | BFA女子野球アジアカップ (JWBL参加:無) | BFA女子野球アジアカップ (JWBL参加:無) | BFA女子野球アジアカップ (JWBL参加:無) | BFA女子野球アジアカップ (JWBL参加:無) | BFA女子野球アジアカップ (JWBL参加:無) |
| 回                                    | 開催年                                | 開催国                                | 結果                                  | 監督                                  | 日本代表                              | 出場選手                              |                                       |
| ------------------------------------- | ------------------------------------- | ------------------------------------- | ------------------------------------- | ------------------------------------- | ------------------------------------- | ------------------------------------- | ------------------------------------- |
| 1                                     | 2017年                                | 香港                                  | 1位                                   | 橘田恵                                | メンバー                              | 高                                    |                                       |
| 2                                     | 2019年                                | 中山                                  | 1位                                   | 長野恵利子                            | メンバー                              | 高                                    |                                       |
| 3                                     | 2023年                                | 香港                                  | 1位                                   | 中島梨紗                              | メンバー                              | 大 社ク NPB                           |                                       |
| 4                                     | 2025年                                | 杭州                                  |                                       | 中島梨紗                              | メンバー                              | 大                                    |                                       |